# 1992 ve fotografii
Tento článek obsahuje významné fotografické události v roce 1992.

## Události
- Japonská firma Canon představila fotoaparát se samozaostřováním, které je ovlivňováno okem uživatele.
- Fotograf a taxikář Ryan Weideman začal pracovat na projektu Cab Culture, ve kterém portrétuje kolegy taxikáře a dokumentuje svébytnou městskou subkulturu.[1]
- Burk Uzzle vydal knihu Progress report on civilization, Chrysler Museum, 1992 ISBN 0-94074-465-1

Fotografické festivaly a výstavy
- Rencontres d'Arles, červenec–září
- Mois de la Photo, Paříž, listopad

## Ocenění
- World Press Photo – James Nachtwey
- Prix Niépce – Luc Choquer
- Prix Nadar – Michel Séméniako, Dieux de la nuit, vyd. Marval
- Cena Oskara Barnacka – Sebastião Salgado, (Brazílie)
- Grand Prix national de la photographie  – Jeanloup Sieff
- Grand prix Paris Match du photojournalisme –
- Cena Henriho Cartier-Bressona – cena nebyla udělena

- Cena Ericha Salomona – Don McCullin
- Cena za kulturu Německé fotografické společnosti –

- Cena Ansela Adamse –
- Cena W. Eugena Smithe –
- Zlatá medaile Roberta Capy –
- Pulitzer Prize for Spot News Photography –
- Pulitzer Prize for Feature Photography – John Kaplan, Block Newspapers, Toledo, Ohio, „za fotografie, které líčí různé životní styly sedmi 21letých lidí po celých Spojených státech amerických.“
- Infinity Awards – Carl Mydans, Lennart Nilsson, Oliviero Toscani, Christopher Morris, Doug a Mike Starn, Alan Trachtenberg, Passage – Irving Penn a Alfred A. Knopf, Gunter Rambow a Klaus Reisinger.

- Cena Higašikawy – Olivo Barbieri, Džódži Hašiguči, Seiiči Furuja, Masahisa Fukase
- Cena za fotografii Ihei Kimury – Micugu Óniši (大西 みつぐ), Norio Kobajaši (小林 のりお)
- Cena Nobua Iny – Kijoši Suzuki
- Cena Kena Domona – Kóiči Imaeda (今枝 弘一)

- Prix Paul-Émile-Borduas – Dan S. Hanganu
- Fotografická cena vévody a vévodkyně z Yorku – Mireille Baril

- Prix international de la Fondation Hasselblad – Josef Koudelka, Československo

## Narození v roce 1992
- ? – Alexandra Sophie, fotografka

## Úmrtí v roce 1992
- 5. ledna – Ze'ev Aleksandrowicz, izraelský fotograf narozený v Polsku (* 7. dubna 1905)
- 4. února – Lisa Fonssagrives, švédská modelka, manželka fotografa Irvinga Penna (* 17. května 1911)
- 22. února – Džun Miki, japonský fotograf (* 14. září 1919)
- 10. března – Evelyn Strausová, jedna z prvních amerických fotoreportérek a první fotografka zaměstnaná v Daily News v New Yorku (* 22. června 1916)
- 27. července – Jan Byrtus, český fotograf (* 8. listopadu 1935)
- 27. července – Jaromír Svoboda, český zpěvák a divadelní fotograf (* 1. dubna 1917)
- 27. července – Max Dupain, australský fotograf (* 22. dubna 1911)
- 09. srpna – Miloň Novotný, český reportážní fotograf (* 11. dubna 1930)
- 23. srpna – Francis Leroy Stewart, americký fotograf (* 22. července 1909)
- 4. října – Sven Hörnell, švédský fotograf (* 1919)
- 20. října – Rudi Weissenstein, izraelský fotograf narozený v Jihlavě (* 17. února 1910)
- 01. prosince – Hans Ernest Oplatka, český fotograf (* 12. srpna 1911)
- 09. prosince – Josef Prošek, český fotograf (* 19. října 1923)
- 16. prosince – Leoš Nebor, český fotograf (* 13. února 1930)
- 20. prosince – Walter Zadek, izraelský fotograf narozený v Německu (* 26. března 1900)
- ? – Martha McMillan Roberts, americká fotografka (* 1919)
- ? – Eirik Sundvor, norský novinář a fotograf (* 1902)
- ? – Noboru Ueki, japonský fotograf (* 1905)
- ? – Tadao Higuči, japonský fotograf (* 1916)
- ? – Anya Teixeira, ukrajinsko-britská pouliční fotografka a fotoreportérka (* 1913)